# Andrew Roberts

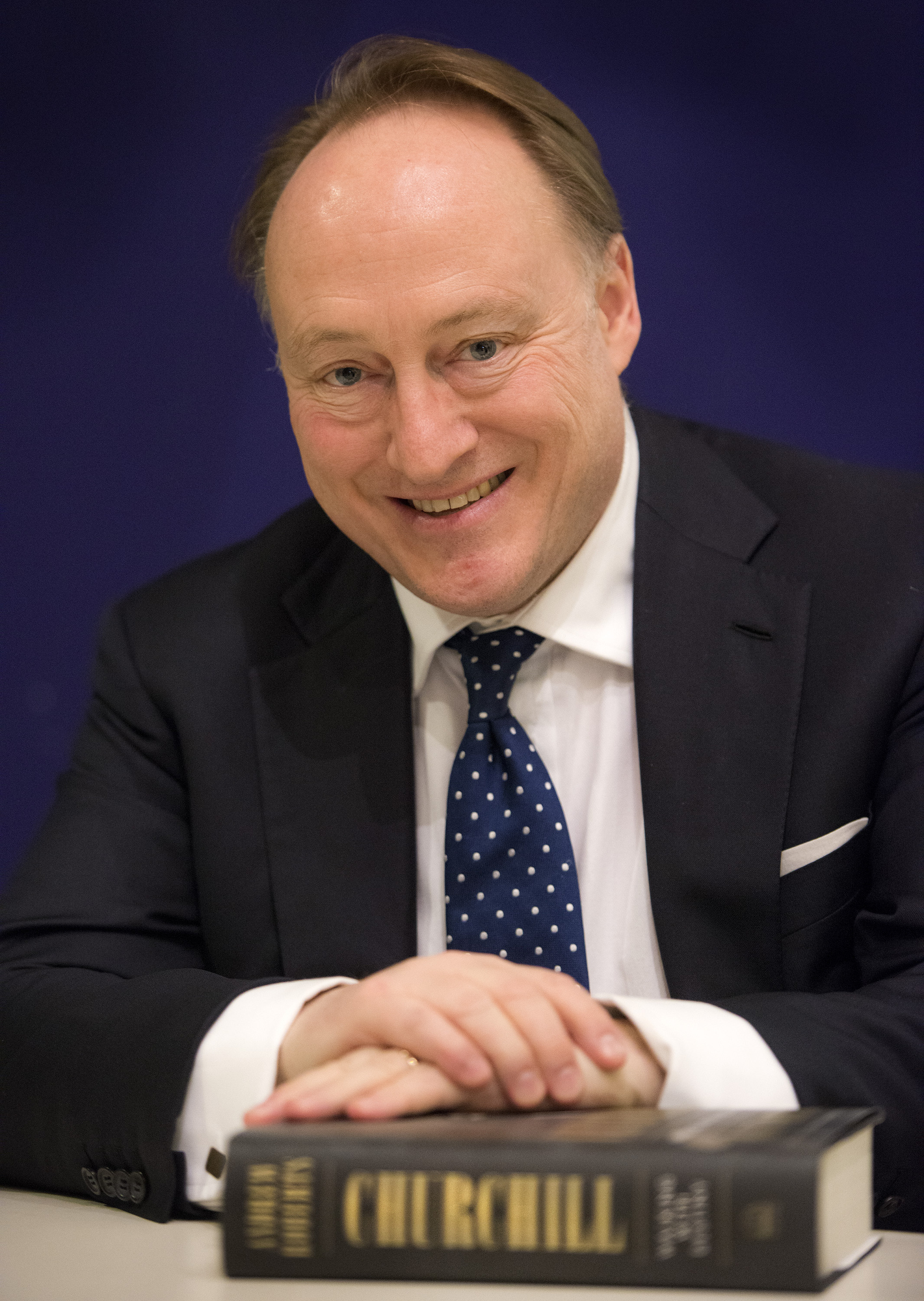
Andrew Roberts

Andrew Roberts, Baron Roberts of Belgravia (* 13. Januar 1963 in London) ist ein britischer Historiker und Publizist. Derzeit ist er Professor am King’s College London. Er ist Fellow der Royal Historical Society.

## Leben und Wirken
Geboren im Januar 1963 im Londoner Stadtteil Hammersmith als Sohn von Simon und Kathleen Roberts, besuchte er zunächst die private Cranleigh School, bevor er an der Universität von Cambridge am Gonville and Caius College in Moderner Geschichte graduierte. Danach arbeitete er von 1985 bis 1988 als Investmentbanker für die Londoner Bank Robert Fleming & Co. Roberts ist in zweiter Ehe verheiratet und lebt in London; aus der ersten geschiedenen Ehe hat er zwei Kinder.
Seine erste Veröffentlichung war 1991 das Buch The Holy Fox, eine revisionistische Biografie von Edward Wood, 1. Earl of Halifax. Roberts argumentierte, dass Halifax zwar als einer der führenden Appeaser in die Geschichte eingegangen sei, er sich jedoch nach dem Münchner Abkommen von dieser Politik distanziert hätte.
Nach Eminent Churchillians (1994), einer essayistischen Sammlung über Zeitgenossen Winston Churchills und einem dystopischen Roman (The Aachen Memorandum, 1995) folgte 1999 mit Salisbury: Victorian Titan eine vielgelobte große Biografie über den dreimaligen Premierminister Robert Gascoyne-Cecil, 3. Marquess of Salisbury.
Im September 2001 veröffentlichte er ein Buch über die Schlacht von Waterloo und das wechselseitige Verhältnis zwischen Napoleon Bonaparte und dem Duke of Wellington.
2003 veröffentlichte Roberts Hitler and Churchill: Secrets of Leadership, in dem er sich mit den unterschiedlichen Führungstechniken Winston Churchills und Adolf Hitlers auseinandersetzte. Das Buch war auch als eine Zurückweisung diverser Thesen und Behauptungen von Christopher Hitchens konzipiert. Im gleichen Jahr wurde Roberts Fellow der Royal Society of Arts.
Kritisch aufgenommen wurde 2006 sein Buch A History of the English Speaking Peoples since 1900; bemängelt wurden in Rezensionen unter anderem geographische und typographische Fehler, dazu wurde das Werk auch als ein politisches Pamphlet beschrieben, gefüllt mit den Vorurteilen des Autors.
The Storm of War: A New History of the Second World War, veröffentlicht im August 2009, wurde ein großer kommerzieller Erfolg und setzte sich thematisch mit einzelnen Schwerpunkten des Zweiten Weltkriegs auseinander.
Seine Biografie Napoleons (Napoleon the Great, 2014) erhielt den renommierten Los Angeles Times Book Prize und den Prix du Jury des Grands Prix de la Fondation Napoléon 2014 von der Fondation Napoléon.
2018 veröffentlichte Roberts mit dem Buch Churchill: Walking With Destiny seine Biografie über Winston Churchill. Diese wurde sofort einhellig gelobt und als Meilenstein gewürdigt. Obwohl daraufhin hingewiesen wurde, dass es sich mittlerweile um die mehr als eintausendste Churchill-Biografie handele, sei es Roberts dennoch gelungen, mit gutem Verständnis und klarem Urteil einen neuen Maßstab zu setzen.
Im Jahr 2021 veröffentlichte Roberts eine revisionistische Biographie von Georg III., in der er gängigen Urteilen über Georg widersprach: Georg habe nicht an Porphyrie gelitten, sondern einer extremen Form einer bipolaren Störung. Er habe zudem bereits die Neuausrichtung der britischen Monarchie, wie sie unter Victoria erfolgte, vorweggenommen. Es sei auch nicht aufgrund seiner angeblichen „Tyrannei“ zur Amerikanischen Revolution gekommen, sondern aufgrund langer Kommunikationswege und einem Unverständnis auf britischer Seite über die amerikanischen Kolonien. Die Unabhängigkeitserklärung der 13 Kolonien beurteilte er dagegen als logisch nachvollziehbar und richtig, diese seien in der Zeit Georgs III. bereits ökonomisch und politisch zu weit fortgeschritten gewesen, um bloße Kolonien zu bleiben.
Im November 2022 wurde er als Baron Roberts of Belgravia, of Belgravia in the City of Westminster, zum Life Peer erhoben und ist dadurch seither Mitglied des britischen Oberhauses.

## Teilnahme an tagesaktuellen Diskussionen
Roberts äußert sich regelmäßig zu gesellschaftlichen und politischen Diskussionen in seinem Heimatland und tritt immer wieder als Kolumnist für verschiedene Zeitungen wie beispielsweise The Spectator in Erscheinung. Roberts ist ein bekennender Anhänger des Thatcherismus und setzte sich in der Vergangenheit für eine interventionistische Außenpolitik des Vereinigten Königreiches ein. Beispielsweise unterstützte er den Irakkrieg nachdrücklich mit dem Verweis auf die vermeintlich existierenden Massenvernichtungswaffen. Nachdem diese Waffen nicht gefunden werden konnten, blieb er bei seiner Einschätzung und bezeichnete den Irakkrieg, mit Verweis auf übergeordnete strategische Gründe, als im Grunde richtig. Tony Blair lobte er für dessen Führungsstärke und beurteilte ihn als äußerst erfolgreichen Premierminister.
Ferner unterstützte Roberts den Brexit und kritisierte in diesem Zusammenhang vehement die „Vereinnahmung“ Winston Churchills durch die Remain-Kampagne. Obwohl mit David Cameron befreundet, nannte er eine Rede Camerons den „neuen Tiefpunkt“ der Remain-Kampagne; Cameron hatte Schlüsselmomente der britischen Geschichte als Beleg dafür angeführt, dass Großbritannien Europa nicht seinen Rücken kehren dürfe. Roberts wies weiter darauf hin, dass Churchill zwar die Versöhnung zwischen Frankreich und Deutschland anregte und auch begrüßte, das Vereinigte Königreich jedoch nicht als Teil einer europäischen Union sah. Im Mai 2015 sagte Roberts in einem Artikel in der „Sunday Times“ voraus, dass Boris Johnson sich an die Spitze der Kampagne für einen Austritt Großbritanniens aus der Europäischen Union stellen werde. Roberts begründete seine (richtige) Vorhersage mit dem Rückgriff auf ein Gesetz, welches der 2005 verstorbene Historiker Maurice Cowling als „Cowling’s Law“ aufgestellt hatte.

## Veröffentlichungen
- The Holy Fox: A Biography of Lord Halifax. Weidenfeld & Nicolson, London 1991. ISBN 0-297-81133-9.
- Eminent Churchillians. Weidenfeld & Nicolson, London 1994. ISBN 0-297-81247-5.
  - deutsch: Churchill und seine Zeit. 2. Auflage. Deutscher Taschenbuch-Verlag, München 1999, ISBN 3-423-24132-2.
- The Aachen Memorandum. Weidenfeld & Nicolson, London 1995. ISBN 0-297-81619-5.
- Salisbury: Victorian Titan. Weidenfeld & Nicolson, London 1999. ISBN 978-0-297-81713-0.
- The House of Windsor. University of California Press, Berkeley 2000. ISBN 0-520-22803-0.
- Napoleon and Wellington: The Battle of Waterloo – And the Great Commanders Who Fought It. Simon & Schuster, New York 2001. ISBN 978-0-297-64607-5.
- Hitler and Churchill: Secrets of Leadership. Weidenfeld & Nicolson, London 2003. ISBN 978-0-297-84330-6.
- What Might Have Been. Weidenfeld & Nicolson, London 2004. ISBN 978-0-297-84877-6.
- Waterloo: June 18, 1815: Napoleon's Last Gamble. HarperCollins, New York 2005. ISBN 978-0-06-008866-8.
- A History of the English Speaking Peoples since 1900. Weidenfeld & Nicolson, London 2006. ISBN 978-0-297-85076-2.
- Masters and Commanders: How Roosevelt, Churchill, Marshall and Alanbrooke Won the War in the West. Allen Lane, London 2008. ISBN 978-0-7139-9969-3.
- The Storm of War: a New History of the Second World War. Allen Lane. London 2009. ISBN 978-0-7139-9970-9. & HarperCollins, New York 2011, ISBN 978-0-06-122859-9.
  - deutsche Übersetzung: Feuersturm: Eine Geschichte des Zweiten Weltkriegs. C.H. Beck, 1. Auflage 2019, ISBN 978-3-406-70052-1.
  - deutsche Übersetzung: Feuersturm: Eine Geschichte des Zweiten Weltkriegs. Schriftenreihe der Bundeszentrale für politische Bildung, Band 10354, ISBN 978-3-7425-0354-1.
- Napoleon the Great. Allen Lane. London 2015. ISBN 978-1-84614-027-3.
- Churchill: Walking with Destiny. Allen Lane. London 2018. ISBN 978-0-241-20563-1.
- George III: The Life and Reign of Britain’s Most Misunderstood Monarch. Allen Lane. London 2021. ISBN 978-0-241-41333-3.